# KURATAS

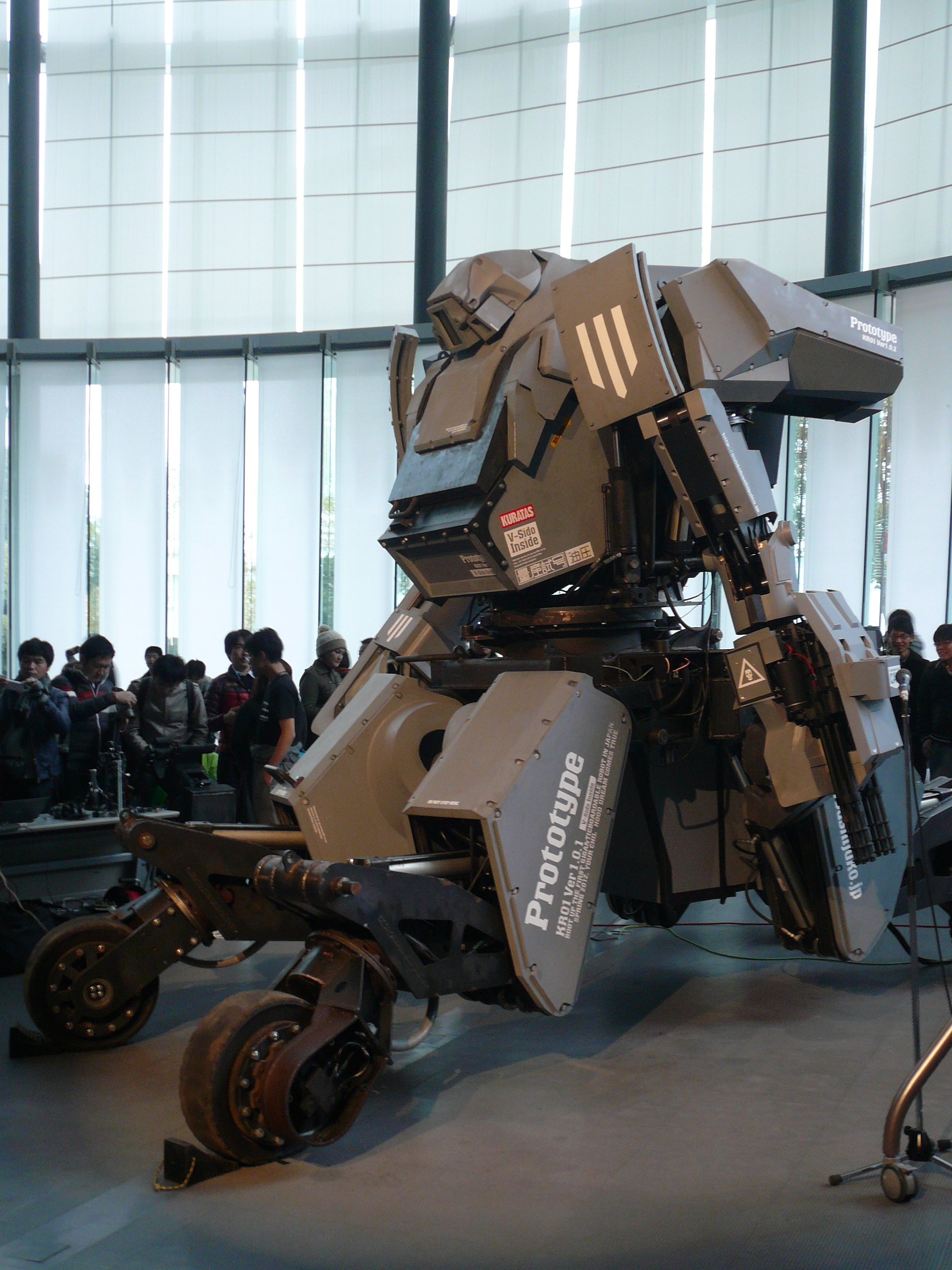
KURATAS

KURATAS（クラタス）は、日本の水道橋重工が製作した乗用・操縦型メカである。「世界初の巨大搭乗ロボット」というキャッチコピーで2012年に公開され、ワンダーフェスティバルで実演された。2015年6月、メガボッツは水道橋重工に初のロボット対決を挑み、クラタスとマークIIの対決を行った。

## 開発
クラタスはアーティストの倉田光吾郎とロボット工学者の吉崎航によって開発された。
倉田は、アニメに登場するメカ、特に子供の頃に見ていた『装甲騎兵ボトムズ』シリーズからインスピレーションを得ている。「子供の頃、未来には巨大ロボットができると思っていました。でも、いつまで待ってもASIMOのような小さなロボットしかできなかった。結局、"もう待てない "と思って、自分で作ろうと思ったんです。」と話している。
吉崎は、ロボットの動きとパイロットのインタラクションのためのソフトウェアを作成するためにプロジェクトに参加した。

## 仕組み
クラタスの重量は約4,500kg、高さは約4mである。
クラタスは4輪30関節の外骨格を持つ。オペレーターはロボットの胴体部分にある座席に座り、目の前にある制御装置を操作する。遠隔操作では、3Gのタッチスクリーン携帯電話を主なインターフェースとして使用する。搭載されているパイロットのユーザー・インターフェース（UI）はKinectをベースとしている。
クラタスは複数の武器で "武装 “することができる。ツインBBロータリーキャノン、水筒または花火を発射する「LOHAS」ランチャー、人型の手で物を拾うことができる「アイアン・クロウ」などが装備可能である。水道橋重工のウェブサイトには、他に「クラタスハンドガン」と「パイルバンカー」という2つの「武器」が掲載されている。
現在、クラタスは歩くことはできないが、4つの車輪で時速約10kmで前進・後退することができる。
2013年4月25日現在、クラタスの価格は1,353,500米ドル（134,555,495円）である。

## メディアでの登場
2014年1月、映画「THE NEXT GENERATION -パトレイバー-」に、黄色にカスタマイズされた建設型クラタスが登場する予定だと報じられた。

## 参照
- メカ
- パワードスーツ